# 鲁西银行
鲁西银行是抗日战争和第二次国共内战时期存在于冀鲁豫地区的一家银行，由中国共产党领导的地方政权建立，为发钞行。其发行的钞票称为鲁西币、鲁钞。

## 历史
1939年3月，罗荣桓率一一五师进入鲁西、泰西地区，与鲁西区党委组成八路军“鲁西军政委员会”，开创泰西根据地和鲁西平原根据地。1939年秋天，长清县抗日民主政府在大峰山根据地及周边地区发行流通“泰西银行长清分行券”，但其实并未开设“泰西银行”“长清分行”这样的机构，而是直接由县政府发行。同期，鱼台县抗日民主政府也在微山湖地区发行了鱼台县地方流通券。
1940年1月北方局和山东分局指示“鲁西应统一发行纸币，纠正不统一的各自为政的办法”及“筹办鲁西银行”等，在鲁西地区统一发行纸币。八路军一一五师供给部部长吕麟筹建鲁西银行，在东平湖湖心岛的土山村农民王相菊家后院北屋内建立秘密印刷所，“鲁西币”与法币等值发行流通。1940年5月鲁西行政主任公署任命吕麟为鲁西银行行长，地方干部张廉方任副经理，秘书兼业务科长方臬，会计科长古采甫，印钞工作由一一五师供给部教导员刘导生、张震华(王润生)负责。
1941年7月，冀鲁豫行署与鲁西行署合并为冀鲁豫边区行政主任公署，鲁西银行扩大为整个冀鲁豫抗日根据地的地方银行，冀南银行冀鲁豫办事处并入鲁西银行。鲁西银行交由冀鲁豫行署领导，部队人员撤出。
1943年3月29日，鲁西银行与冀鲁豫区工商局联合办公。1944年，为统一协调平原战略区对敌斗争，冀南区并入冀鲁豫区，冀南银行冀南区行随之并入鲁西银行。因鲁西银行钞流通久、口碑好、受群众认可，遂一直沿用鲁西银行名称。
1945年10月，原冀南银行冀南区行从鲁西银行分离出去。1945年11月晋冀鲁豫中央局峰峰会议决定冀南银行为冀南、太行、太岳、冀鲁豫四区统一的银行。1946年1月1日，鲁西银行改组为冀南银行冀鲁豫区行。由于市场流通的鲁西币的良好信誉，对外保留鲁西银行的名义，冀鲁豫边区各金融机构挂冀南银行和鲁西银行两块牌子。1947年停止发行鲁西币。但群众认可鲁西币的信誉，愿意持有而不愿兑换上交，回收工缓慢，直到1949年后才由中国人民银行收回。鲁西银行总共发行24.4亿元，与法币的比价1940年为1:1，1945年为1:3.5。